# Рогов, Рафаил Николаевич
Рафаил Николаевич Рогов (9 сентября 1929 — 16 июля 1973) — монтажник строительного участка «Жилстрой» треста «Базстрой» Свердловского совнархоза, Герой Социалистического Труда(09.08.1958).

## Биография
Родился 9 сентября 1929 года в Вологодской губернии. Рано осиротел.
В 1949 году окончил школу ФЗО № 57 (ГПТУ No 41) Свердловской области по специальности каменщик.
Работал в тресте «Базстрой» (строительство Богословского алюминиевого завода) каменщиком, затем монтажником.
В 1958 году за высокие производственные показатели, за большой вклад, внесённый в освоение и внедрение новых прогрессивных методов, присвоено звание Героя Социалистического Труда.
С 1960-х гг. бригадир монтажников «Базстроя».
Умер в Краснотурьинске 16 июля 1973 года.